# Meta (departement)
Meta är ett av Colombias departement. Det ligger i centrala Colombia i Colombias östliga slätt. Meta gränsar till departementen Casanare, Vichada, Guaviare, Caquetá, Huila och Cundinamarca. Administrativ huvudort och största stad är Villavicencio.

## Kommuner i Meta
1. Acacías
2. Barranca de Upía
3. Cabuyaro
4. Castilla la Nueva
5. Cubarral
6. Cumaral
7. El Calvario
8. El Castillo
9. El Dorado
10. Fuente de Oro
11. Granada
12. Guamal
13. La Macarena
14. Lejanías
15. Mapiripán
16. Mesetas
17. Puerto Concordia
18. Puerto Gaitán
19. Puerto Lleras
20. Puerto López
21. Puerto Rico
22. Restrepo
23. San Carlos de Guaroa
24. San Juan de Arama
25. San Juanito
26. San Martín
27. Uribe
28. Villavicencio
29. Vistahermosa